# Кулибали, Кафумба
Кафумба Кулибали (фр. Kafoumba Coulibaly; род. 26 октября 1985, Абиджан) — ивуарийский футбольный полузащитник.

## Клубная карьера
Кафумба начинал свою карьеру в юношеской академии клуба «АСЕК Мимозас» JMG Sol Beni под руководством французского специалиста Жана-Марка Гийу. В 2004 году он отправился в бельгийский «Беверен», который в те годы изобиловал его соотечественниками в составе. По окончании сезона 2004/05 Кулибали отправился в Таиланд, где выступал за клубы «Чонбури», с которым победил в четвёртой по силе провинциальной лиге и вышел в премьер-лигу, и «Теро Сасана» три сезона. В сезоне 2007/08 он играл во французской Лиге 2 за «Бастию», где показал неплохую игру, в результате, сезон 2008/09 Кулибали начинал уже в составе «Ниццы», где к тому моменту уже играл его соотечественник Эмерс Фаэ.

## Карьера в сборной
Играл за сборные Кот-д’Ивуара на уровне до 21 года и 23 лет. На Олимпийских играх 2008 года сыграл 3 матча: два на групповом этапе и четвертьфинал, в котором «слоны» уступили Нигерии.
22 июня 2008 года попал в заявку первой сборной на отборочный матч чемпионата мира 2010 года с Ботсваной, но остался на скамейке до конца встречи. 7 сентября того же года дебютировал в сборной, выйдя на замену в матче отборочного турнира с Мозамбиком.

## Достижения
«Чонбури»
- Победитель Провинциальной лиги: 2005 (выход в премьер-лигу)

«Теро Сасана»
- Бронзовый призёр чемпионата Таиланда: 2006